# Мутаев, Хизри Рамазанович
Хизри Рамазанович Мутаев (7 января 1977, Кули, Кулинский район, Дагестанская АССР, РСФСР, СССР) — российский спортсмен, специализируется по ушу, чемпион мира по ушу-саньда, чемпион России.

## Биография
Ушу-саньда начал заниматься в Махачкале с 1993 года. Является чемпионом мира и России 1997 года. 10 сентября 2007 года в Махачкале он был похищен. В середине 2010-х работал заместителем главы Кулинского района.

## Спортивные достижения
- Чемпионат России по ушу 1997 — ;
- Чемпионат мира по ушу 1997 — ;

## Личная жизнь
В 1993 году окончил среднюю школу в Кули. По национальности — лакец. Окончил Дагестанскую сельхозакадемию (ныне - Дагестанский аграрный университет).